# Pintassilgo-de-peito-negro
O Pintassilgo-de-peito-negro  (Spinus notatus ou Carduelis notata) é um passeriforme da família  Fringillidae.

## Descrição
Tem um comprimento entre os 10 e 12 cm e um peso de 11 a 15g. O macho tem a cabeça, a garganta e a parte superior do peito pretas; o dorso é amarelo-oliva e o uropígio é amarelo brilhante. A cauda é preta com penas amarelas e as asas são pretas com uma barra amarela. O ventre e parte do peito são amarelos e os flancos são amarelos ligeiramente matizados  de amarelo-esverdeado. O bico é cinzento-azulado e as patas são acastanhadas.
A fêmea é semelhante mas  tem cores mais baças do que o macho. O capuz é preto-acastanhado e mais pequeno, não chegando ao peito; o dorso é verde-oliva, o uropígio é amarelo baço e as parte inferiores são amarelo-limão pálido. Os juvenis apresentam algumas diferenças em relação aos adultos, com as partes superiores castanho-oliva claro, as partes inferiores amarelas têm matizações esverdeadas ou oliva e as bochechas e ouvidos com marcas amarelo-oliva que se tornam mais uniformes no babeiro, na garganta e nos lados do pescoço.

## Distribuição
É uma espécie endémica da América Central. Pode ser encontrada no Belize, El Salvador, Guatemala, Honduras, México, e Nicarágua.

## Taxonomia
Descrito por Du Bus de Gisignies, em 1847, em Jalapa, Veracruz, México.
São reconhecidas três subespécies.

### Subespécies
- S. n. notatus (Du Bus de Gisignies, 1847) : México central e sul (San Luis Potosí, Hidalgo, Puebla, Oaxaca, Chiapas), norte da Guatemala.
- S. n. forreri  (Salvin & Godman), 1886) : noroeste do México (nordeste de Sonora, Chihuahua, Durango).
- S. n. oleaceus (Griscom, 1932) : Belize, Honduras, El Salvador, norte da Nicarágua.[3][2]

## Habitat
É uma ave que se pode encontrar a altitudes que vão dos 0 aos 3100m. Frequenta florestas tropicais ou subtropicais de montanha de árvores de folha persistente, florestas tropicais de baixa altitude, florestas de pinheiros, florestas de carvalhos, florestas secundárias e bosques. Encontra-se em maior abundância entre os 1600 e os 2600m. No leste da Guatemala e localmente em algumas regiões também habita florestas de pinheiros e savanas  a baixa altitude próximo do nível do mar. Depois da época de reprodução os pássaros tendem a migrar mais para sul ou a descer de zonas mais elevadas para zonas mais baixas.

## Alimentação
Alimenta-se tanto nas árvores como no solo, principalmente de sementes, mas também come pequenos insectos Da sua dieta fazem parte sementes de plantas herbáceas, de girassol (Helianthus annuus) e de pinheiro (pinhões).
Segundo fotos de Ottaviani (2011) também se alimenta de asteráceas como o dente-de-leão (Taraxacum) e a Gymnocoronis  e de uma lamiácea, a salva-ananás (Salvia elegans).

## Nidificação
O ninho é construído em árvores e arbustos, a meia altura ou no cimo, com raízes, raminhos, musgos e líquens, e forrado com penugem vegetal. A fêmea põe um mínimo de 2 e um máximo de 5 ovos branco-azulados ou branco-esverdeados com pintas escuras, que incuba durante 14 dias. As crias saem do ninho aos 15 dias.[carece de fontes?]

## Filogenia
A filogenia foi obtida por Antonio Arnaiz-Villena et al.